# Saint-Maurice-sur-Moselle
Saint-Maurice-sur-Moselle is een gemeente in het Franse departement Vosges (regio Grand Est) en telt 1496 inwoners (2004). De plaats maakt deel uit van het arrondissement Épinal.

## Geografie
De oppervlakte van Saint-Maurice-sur-Moselle bedraagt 36,7 km², de bevolkingsdichtheid is 40,8 inwoners per km².

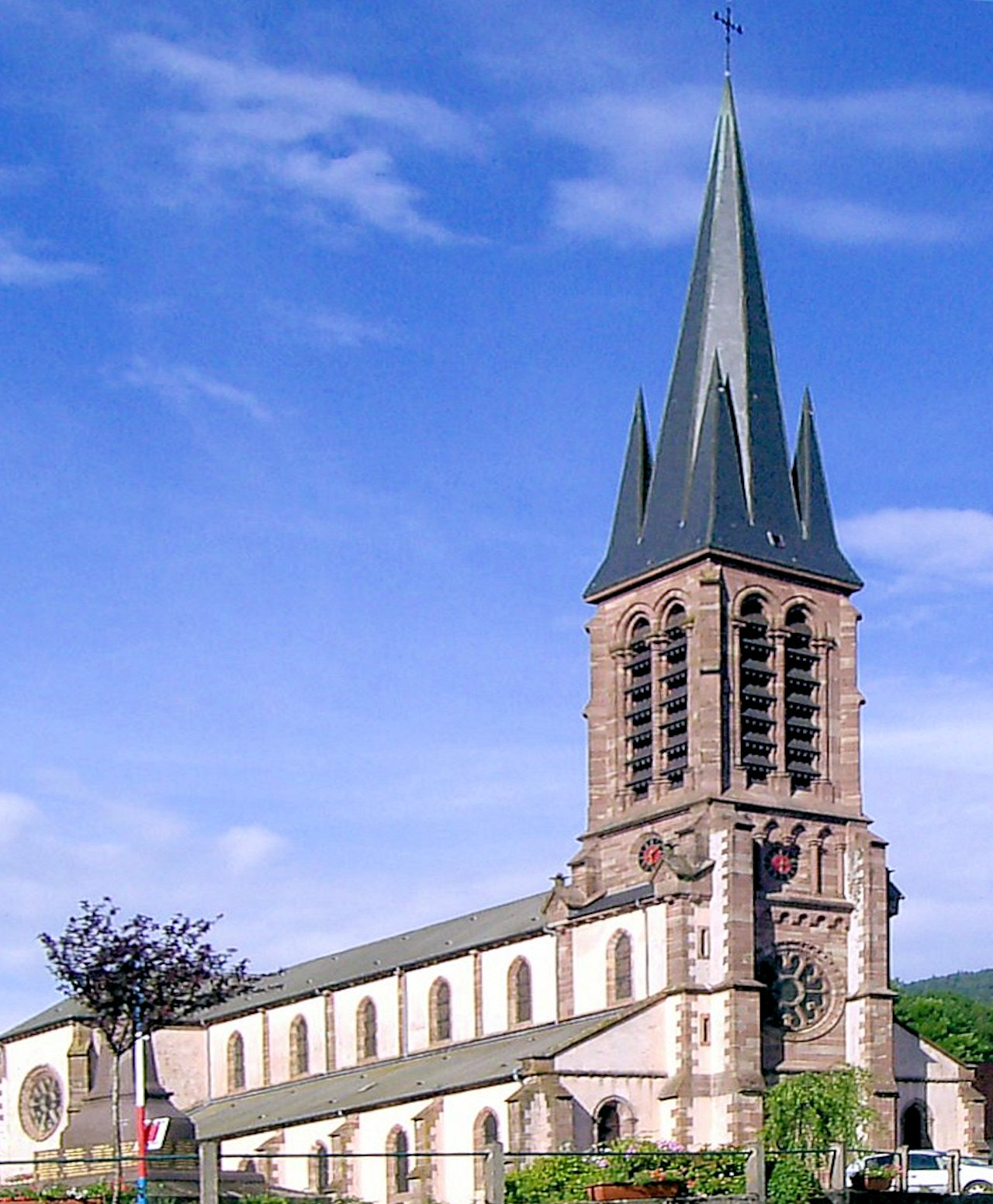
kerk

De onderstaande kaart toont de ligging van Saint-Maurice-sur-Moselle met de belangrijkste infrastructuur en aangrenzende gemeenten.

## Demografie
Onderstaande figuur toont het verloop van het inwonertal (bron: INSEE-tellingen).